# الاتحاد المصري لكرة السلة
تأسس الاتحاد المصرى لكرة السلة عام 1930 من أربع مناطق وهي القاهرة والإسكندرية وأسيوط وبورسعيد، وفي عام 1932 تم انضمام الاتحاد المصرى لكرة السلة إلى الاتحاد الدولي لكرة السلة.

## تاريخ الاتحاد المصرى لكرة السلة
بدأ انتشار لعبة كرة السلة في مصر عن طريق الجامعة الأمريكية وجمعية الشبان المسيحية بالقاهرة، ثم انتشرت في الإسكندرية عن طريق مدارس الليسيه الفرنسية.
لهذا كان هناك هيئتان تديران اللعبة.. القانون الفرنسى يدير اللعبة في الإسكندرية، والقانون الأمريكى يدير اللعبة في القاهرة.
وفى عام 1925 تم تأسيس منطقة القاهرة لكرة السلة، ثم تأسس الاتحاد المصرى لكرة السلة عام 1930 من أربع مناطق هي.. القاهرة والإسكندرية وأسيوط وبورسعيد، وفي عام 1932 تم انضمام الاتحاد المصرى لكرة السلة إلى الاتحاد الدولى.
تطورت اللعبة وانتشرت في المدارس والهيئات والمؤسسات والجامعات وأندية الجاليات الأجنبية بمصر، وكل هؤلاء قاموا بتنظيم مسابقات للدورى فيما بينهم للرجال والسيدات.
وفاز فريق الحرس الملكى لكرة السلة والذي كان يدربه المدرب الفرنسى/ لويس ليمبور مدرب الأمير فاروق الأول ولى عهد مصر في ذلك الوقت ببطولة مصر في أول مسابقة نظمها الاتحاد.

## نشأت وتاريخ الاتحاد
تاريخ التأسيس :					1930م

تاريخ الانضمام للإتحاد الدولى :			1932م

تاريخ الانضمام لمنظمة الإتحادات الأفريقية :		1961م

تاريخ الانضمام للإتحاد العربى : 1956م، ثم 1974م

رقم وتاريخ الإشهار :					3 لسنة 1976م

## رؤساء الاتحاد
| 1925 - 1930 |  | جاك جوهر (رئيس منطقة القاهرة)                  |
| 1930 - 1935 |  | جاك جوهر                                       |
| 1935 - 1937 |  | محمد بك حسين                                   |
| 1937 - 1943 |  | بناليان بنسون                                  |
| 1943 - 1948 |  | ناشد بك حنا                                    |
| 1948 - 1952 |  | محمد السيد شاهين باشا (محافظ القاهرة)          |
| 1952 - 1953 |  | عبد المنعم وهبي حسين                           |
| 1953 - 1957 |  | مقدم أ . ح / جمال سالم (عضو مجلس قيادة الثورة) |
| 1957 - 1958 |  | عبد المنعم وهبي حسين                           |
| 1958 - 1960 |  | عبد اللطيف أبو رجيلة                           |
| 1960 - 1963 |  | عبد المنعم وهبى حسين                           |
| 1963 - 1965 |  | حسين كامل منتصر                                |
| 1965 - 1969 |  | عبد المحسن أبو النور (وزير الإصلاح الزراعي)    |
| 1969 - 1972 |  | عبد المنعم وهبي حسين                           |
| 1972 - 1985 |  | عبد العظيم عشري                                |
| 1985 - 1988 |  | يوسف كمال أبو عوف                              |
| 1988        |  | لواء / مدحت يوسف                               |
| 1988 - 1996 |  | لواء/ حسنين عمران                              |
| 1996 - 2000 |  | لواء. محمود احمد على                           |
| 2000 - 2003 |  | محمود عبد الصمد الحبشى                         |
| 2003 - 2004 |  | لواء. محمود احمد على (بالتعيين)                |
| 2004 - 2012 |  | لواء. محمود احمد على (جمعية عمومية)            |
| 2012 - 2016 |  | أ.د./ مجدى أبو فريخة                           |
| 2016 - 2020 |  | أ.د / مجدى أبو فريخه                           |
| 2020 - 2024 |  | أ.د / مجدى أبو فريخه                           |
| 2024 -      |  | أ / عمرو مصيلحى                                |

## بيان باللاعبين الدوليين في الدورات الأولمبية
| برلين 1936              |                          |                         |                        |                        |                           |
| ألبير فهمى تادرس        | جوانى رياض نصر           | إدوارد رزق الله         | جميل عزيز              | عبدالمنعم وهبي حسنين   | أحمد مسعد                 |
| رشاد شفشق               | على محمد السيد           | كمال رياض نصير          | جمال الدين صبرى        |                        |                           |
| لندن 1948               |                          |                         |                        |                        |                           |
| ألبير فهمى تادرس        | يوسف كمال أبو عوف        | محمد محمد حبيب          | صلاح الدين نسيم        | حسن سيد معوض           | فؤاد عبد المجيد أبو الخير |
| مدحت يوسف محمد          | جمالد الدين محمود الليثى | حسين كامل منتصر         | أرمان فيليب كتفاجو     | محمدى سليمان           | روبير مجزومية             |
| يوسف محمد عباس          |                          |                         |                        |                        |                           |
| هلسنكى 1952             |                          |                         |                        |                        |                           |
| ألبير فهمى تادرس        | أرمان فيليب كتفاجو       | عبد الرحمن حافظ         | زكى سليم إبراهيم       | تونى ريمون صابونجى     | جورج جان شلهوب            |
| مدحت يوسف محمد          | محمد مدحت بهجت           | يوسف كمال أبوعوف        | سامى إبراهيم منصور     | يوسف محمد عباس         | محمد على أحمد الرشيدى     |
| ميونيخ 1972             |                          |                         |                        |                        |                           |
| إسماعيل سليم محمد       | سيد توفيق السيد          | شريف فؤاد أبو الخير     | محمد طلعت جنيدى        | محمد نادر هلال         | محمد عصام خالد            |
| أحمد عبد الحميد السحرتى | كمال كامل محمد           | عادل إبراهيم إسماعيل    | عوض عبد النبي عوض      | السيد عبد الحميد مبارك | فتحى محمد كامل            |
| مونتريال 1976           |                          |                         |                        |                        |                           |
| إسماعيل سليم محمد على   | مدحت محسن وردة           | سيد عبد العليم أو الدهب | محمد حمدى عثمان        | حمدى عدلى سعودى        | محمد عصام خالد            |
| محمد الجوهرى حنفى       | عوض عبد النبي عوض        | أحمد عبد الحميد السحرتى | فتحى محمد كامل         | محمد خالد السعيد       | عثمان حسن فريد            |
| لوس أنجيلوس 1984        |                          |                         |                        |                        |                           |
| مدحت محسن وردة          | طارق كمال الصباغ         | محمد سيد سليمان         | عبد الهادي أحمد الجزار | أحمد محمد مرعى         | خالد محمد بخيت            |
| أمين عبد الحافظ شومان   | عصام الدين أبوالعينين    | عبد القادر أحمد ربيع    | عمرو فؤاد أبوالخير     | آلان بيير عطاالله      | محمد طارق خالد            |
| سـول 1988               |                          |                         |                        |                        |                           |
| أحمد محمد عمر           | هانى عبد المنعم موسى     | محمد عبد المطلب سليمان  | أشرف محمود صدقى        | عمادالدين محمود على    | علاءالدين عبدون           |
| محمد عصام عبد الحميد    | أشرف الكردى محمد         | هشام شعبان خليل         | آلان بيير عطاالله      | السيد صابر أحمد        | عمرو فؤاد أبوالخير        |